# Henry Dudeney
Henry Ernest Dudeney (Mayfield, 10. travnja 1857. – Lewes, 23. travnja 1930.) bio je engleski matematičar i jedan od vodećih svjetskih sastavljača matematičkih zagonetaka.

## Život
Henry Dudeney potiče iz obitelji s matematičkom tradicijom, njegov otac i djed bili su učitelji u Lewesu. Iako je imao samo osnovno obrazovanje, osobito ga je zanimala matematika, te je izučavao matematiku i njenu povijest u svoje slobodno vrijeme.
S 13 godina počeo je raditi u Civil Service (vrsta državne uprave u UK), ali je nastavio proučavanje matematike i šaha. Počeo je pisati članke za časopise i pridružio se grupi pisaca u kojoj je bio i Arthur Conan Doyle. Istovremeno je pod pseudonimom Sphinx objavljivao matematičke zagonetke. Oženio se 1884. s Alice Whiffin, koja je u to doba bila popularna spisateljica, što je omogućavalo obitelji dobro financijsko stanje.
Cijeli život posvetio je matematici i matematičkim zagonetkama. Imao je i dosta hobija (biljar, kuglanje i kroket), a kao pijanist i organist interesirao se za crkvenu glazbu.
Umro je od raka grla 1930.

## Rad
Sam Loyd je 1893. počeo slati svoje zagonetke u Englesku. Uskoro su on i Dudeney počeli prepisku, kao vodeći sastavljači zagonetaka u to doba. Od njih dvojice, Dudeney je pokazivao više matematičkog umijeća. Mnoge zagonetke je poslao Loydu. Bio je vrlo uzrujan kad ih je Loyd počeo objavljivati pod svojim imenom i prekinuo je suradnju s njim.
Nakon raskida suradnje s Loydom, Dudeney je počeo slati svoje priloge mnogim tadašnjim časopisima (Blighty, Cassell's, The Queen, Tit-Bits i Weekly Dispatch), a preko 30 godina uređivao je kolumnu Perplexities u časopisu Strand Magazine.
Kraljevsko društvo je bilo zainteresirano za njegov haberdasher's problem, zagonetku iz geometrije u kojoj jednakostranični trokut treba razrezati u 4 dijela i od njih složiti kvadrat. Dudeney je problem predstavio Kraljevskom društvu 1905.

### Doprinos matematici
Veliki francuski matematičar Adrien-Marie Legendre je "dokazao" da ne postoje dva pozitivna racionalna broja čiji je zbroj kubova jednak 6. Taj "dokaz" Dudeney je oborio:
{\displaystyle \left({\frac {17}{21}}\right)^{3}+\left({\frac {37}{21}}\right)^{3}=6}
a uz to je našao i dva racionalna broja čiji je zbroj kubova 9:
{\displaystyle \left({\frac {415280564497}{348671682660}}\right)^{3}+\left({\frac {676702467503}{348671682660}}\right)^{3}=9}

### Verbalna aritmetika
Dudeniju se pripisuju zasluge za izum kriptograma (iako je zagonetka dosta starija), odnosno "verbalne aritmetike" kako je on to nazvao u zadatku objavljenom u srpnju 1924. u Strand Magazineu:
```
    S E N D

+   M O R E

= M O N E Y
```

Rješenje kriptograma je: O = 0, M = 1, Y = 2, E = 5, N = 6, D = 7, R = 8, i S = 9

### Šah
Pored zagonetaka, Dudeney se dosta bavio šahovskim problemima. Predsjedavao je osnivačkoj skupštini najstarijeg svjetskog društva problemista, British Chess Problem Society. Kao i Loyd, izdao je mnogo nestandardnih šahovskih problema, kao npr. naći mat u 6 poteza: bijeli ima sve figure na svojim početnim poljima, dok crni ima samo kralja na početnom polju.

## Publikacije
- The Canterbury Puzzles (1907.)
- Amusements in Mathematics (1917.)
- The World's Best Word Puzzles. (1925.)
- Modern Puzzles (1926.)
- Puzzles and Curious Problems (1931., postumno izdala njegova udovica)
- A Puzzle-Mine (bez datuma, postumno)
- Martin Gardner (izdavač): Dudeney's 536 puzzles and curious problems (1967.)

## Vanjske poveznice
- Hrvatsko matematičko društvo
- Biografija na web stranici The University of St Andrews.
- Henry Dudeney na Project Gutenberg